# Eugenio Chicano
Eugenio Chicano Navarro  (Málaga, 24 de diciembre de 1935-Ib., 19 de noviembre de 2019) fue un pintor, muralista y grabador español.

## Biografía
Nació en Málaga el 24 de diciembre de 1935. Cursó sus estudios de bachillerato con los Hermanos Maristas, aunque estuvo un año en el colegio de los Agustinos y otro en los Salesianos de Ronda. Acudió simultáneamente a cursos de dibujo en la Escuela de Artes y Oficios de San Telmo de Málaga.
En 1952 se matriculó en la Escuela de Peritos Industriales donde apenas permaneció un par de años dejando definitivamente los estudios para dedicarse plenamente a la pintura desde 1954.
Por estos años participó en las actividades de la recién creada Peña Montmartre. En ella se reunía con una serie de jóvenes artistas que más tarde fueron conocidos como la Generación de los 50 (Manuel Barbadillo, Jorge Lindell, Stefan von Reiswitz, Enrique Brinckmann, Elena Laverón, Alberca, Dámaso Ruano, Joaquín Peinado…). La edad, el deseo de renovación y quizás su tendencia antiacademicista fue lo que los aglutinó aunque sus presupuestos estéticos fueron muy diferentes. En 1955 se fundó el Grupo Picasso al que se incorporó desde el primer momento y comenzó con las primeras exposiciones tanto individuales como colectivas. En estos mismos años entró en contacto con el teatro convirtiéndose en el escenógrafo del Conservatorio de Música y Danza de Málaga con el Grupo de Amigos del Teatro para el que realizó abundantes trabajos.
En 1957 se desplazó a Zaragoza para hacer el servicio militar y una vez finalizado, interesado por el ambiente cultural de la ciudad, se estableció en ella hasta 1959. Comenzó en esta época la actividad como cartelista, ilustrador y muralista que ya no abandonó.
Viajó a París y a su vuelta se afincó definitivamente en Málaga. Fijó su estudio en un barrio popular y marinero en el que el folklore autóctono mantenía todavía una gran pureza, incidiendo ambos temas en la obra de estos años. En 1962 contrajo matrimonio con Nena Carnevali y poco después nació su primer hijo, Eugenio. Menudean las exposiciones y en 1963 expuso por vez primera en Madrid.
Defraudado por las escasas expectativas de modernidad que se respiraban en su ciudad, decidió hacer un viaje por Europa y en 1965, durante cinco meses, visitó Alemania, Holanda, Bélgica, Inglaterra y Francia. En Londres expuso, en la galería O'Hana en la muestra Young Artists. 
A su vuelta emprendió un nuevo viaje, ahora a Italia, donde permaneció hasta fin de año. Allí conoció a  Rafael Alberti y a María Teresa León con los que le unió una gran amistad. Entró en relación con el grupo de nueva figuración italiana y realizó varias exposiciones recibiendo la medalla de oro en la Primera Muestra Internacional de Arte Figurativo Torre d'Oro en Roma.
Los años 1966 y 1967 fueron de gran actividad expositiva, pero también de intensificación de su conciencia social y política participando activamente en círculos en los que se reunía la intelectualidad y la resistencia antifranquista malagueñas. En este último año nació su hija Claudia.
En 1968 viajó a París coincidiendo con las protestas del mayo francés que reafirmaron su compromiso social y político. A su regreso comenzó la etapa de Arte crítica. Marchó de nuevo a Italia en 1969 donde estudió grabado y estampación en la Escuela de Bellas Artes de Roma y realizó algunas exposiciones. Al año siguiente, ya en Málaga dio un nuevo giro a su obra comenzando la producción de Nueva Figuración. 
En septiembre de 1971 obtuvo la 1.ª Beca Picasso concedida por el Ayuntamiento de Málaga y se trasladó a vivir con su familia, en principio provisionalmente, a Verona. El ambiente de libertad y la vitalidad cultural de la ciudad le cautivaron y permaneció en esta ciudad hasta el año 1986. Son años de intensa actividad y abundante producción jalonados de múltiples exposiciones en Italia, Francia, Alemania, Suiza, Yugoslavia, Polonia, México, India y, por supuesto, España. Junto a la pintura continúa con su labor de grabador participando en  II Bienal del Grabado Latinoamericano en San Juan de Puerto Rico. 
En febrero de 1973 murió su padre y en abril falleció Picasso, ambos, pilares fundamentales en su vida.
En 1976 comenzó una nueva serie: Homenajes dedicados a los intelectuales, literatos y artistas “de los que se considera alumno” (Miguel Hernández, Antonio Machado, Pablo Picasso, la carpeta Homenaje a Jorge Guillén…). En 1982 representó a España en la Bienal de Venecia donde presentó veintitrés obras de una nueva producción que llamó Poética de un fotograma.  Volvió a España en 1986 como director encargado de poner en marcha la Fundación Pablo Ruiz Picasso en la casa natal del pintor. Su intensa dedicación a este proyecto redujo notablemente, aunque nunca la abandonó, su actividad creativa y expositiva hasta su cese en la Fundación en 1999. De estos años cabe destacar su participación representando a España en la X Bienal Internacional del Deporte en las Bellas Artes, coincidiendo con la Olimpiada de Barcelona o la exposición antológica (Eugenio Chicano 1967-97) organizada por la Universidad de Málaga.
El 12 de septiembre de 1988 se casó con Mariluz Reguero. Al año siguiente, en marzo, murió su madre.
Cuando cesó en la Fundación Pablo Ruiz Picasso realizó una estancia de estudio y reflexión en Nueva York y volvió a la pintura a la que llama “su amor interrumpido”. Reanudó su obra gráfica (“Puerta Oscura”, “Suite Málaga”), cartelística (el Homenaje a Fernando de los Ríos, de personajes, fiestas y tradiciones populares…), murales (Diputación de Málaga, Cofradía de La Esperanza), de ilustrador (Revista del Ateneo, Revista Calas, Litoral, libros…), pintura (las veinte obras  de Torres almenaras (1999) o las treinta y dos en homenaje a La copla (2000), etc.
En el 2004 comenzó una nueva serie que tiene como motivo el bodegón. Fruto de estos trabajos serán dos exposiciones: Visitación al bodegón clásico (2009) y Visitación a las naturalezas muertas de vanguardia y contemporáneas (2011). Precisamente en ese año de 2011, con motivo de su 75.º aniversario y en reconocimiento por su obra y por la continua disponibilidad que ha tenido hacia su ciudad natal, sus personajes, su folklore, etc., un grupo de amigos, con la implicación de entidades malagueñas, organizaron como conmemoración y homenaje el Año Chicano con numerosas exposiciones individuales, conciertos y conferencias.
A finales de 2016 presentó una serie de treinta y dos obras dedicadas todas ellas al paisaje andaluz en las que hace un recorrido visual por las ocho provincias andaluzas. Paisajes seleccionados y visitados, que aunque reinterpretados desde una perspectiva del pop, dan paradójicamente una visión realista con una intención reivindicativa de la modernidad frente a la representación desfiguradora y falsa del cliché romántico con el que habitualmente se ha plasmado Andalucía.
En el año 2017 sufrió una grave enfermedad pero en cuanto se recuperó volvió a sus maratonianas jornadas de trabajo para desarrollar una idea que incubó en sus días de convalecencia: un homenaje al flamenco en uno de sus palos más puros y seguramente el más dramático: la seguiriya. En dos intensos años pintó treinta cuadros que expuso a finales de 2018.
En 2019 continuó trabajando a diario en su estudio de la calle Victoria de Málaga hasta muy pocos días antes de su muerte, acaecida el 19 de noviembre.

## Técnica
Chicano fue un artista con un estilo directo, sin complejidades técnicas y con una fuerte y determinante influencia del arte pop. Su obra se caracteriza por el uso de grandes manchas de color plano y una paleta cromática austera.
En sus pinturas, generalmente acrílicos sobre tela, afloran formas sintetizadas que dan vida a su universo creativo. Desnudando los rasgos físicos de los personajes hasta dejarlos en lo esencial, sin que pierdan su identidad,  logró crear efectos muy interesantes principalmente en el retrato.

## Trayectoria
Aunque el eje capital de su producción es la pintura, su personalidad creadora se ha manifestado en muy diversas áreas: grabador, muralista, cartelista, ilustrador e incluso escenógrafo.
Chicano, que siempre se ha movido en el ámbito de la figuración, en la que ocupa un lugar destacado en la pintura española contemporánea, se vincula con los lenguajes de la imagen popular y con los códigos fuertes que irrumpen en el panorama español durante los sesenta. 
Entre 1957 y 1967, atravesó una fase de tanteo y de búsqueda. Experimentó tratando de encontrar su camino, abandonando presupuestos estéticos que rápidamente comprendió que no eran los suyos (p.e. la pintura informalista), y se fue fraguando influencias que permanecieron a lo largo de su carrera, desde sus paisanos Joaquín Peinado o Picasso, al expresionismo, el muralismo mexicano o los presupuestos de la Estampa Popular.
La etapa más innovadora corresponde a los años 1968 y 1975, cuando tomó elementos del pop y de la crónica de la realidad, tendencias de las que puede ser considerado un destacado representante en España. 
En 1967, y especialmente tras su experiencia directa del Mayo Francés (1968), se intensificó el contenido social y político en su obra: «el artista tiene siempre una misión social, realizándola estéticamente, y solo así puede realizarla como tal artista».  Su relación con el llamado realismo social y con el realismo crítico fueron también muy evidentes en esta fase. La etapa, que él llamó «Arte Crítica», se inició con la ejecución de algunos murales de contenido social, como por ejemplo Cadena de montaje (1968), una superficie de unos 40 m² en la que aplicó la técnica mural utilizada por Siqueiros y la escuela muralista mexicana.
Entre 1968 y 1971 realizó unas telas de formato cuadrado en los que la temática se aproximó a la problemática emanada de la asfixiante unidimensionalidad a la que se vio reducido el habitante de la metrópoli postindustrial. Estos lienzos, pintados con materiales acrílicos, óptimos para el empleo de superficies planas de color, se caracterizan por el contraste entre el acentuado grafismo y la limpieza de las líneas del dibujo, de un lado, y, de otro, por el dramatismo accidentado de los personajes (reflejo de la miseria de la alienación), cuyos rostros están resueltos según procedimientos derivados todavía de cierto informalismo expresionista. Piezas representativas de esos años fueron ser La mirilla (1968), Los presos políticos (1968), Desempleo (1968) Extractor de hombres viciados (1970), donde muestra el choque visual entre dos mundos: el universo hipertecnificado y el sucedáneo de hombre.  
Entre 1971 y 1973, la pintura de Chicano reforzó más aún el uso que venía haciendo de determinados iconos de la sociedad de consumo de masas, en la misma dirección de contenido crítico del modelo social representado. Los cuadros que pintó, muchos de ellos de formato rectangular, se dividen en dos mitades a modo de dípticos, con el fin de permitir su emplazamiento aprovechando los ángulos de una habitación, con lo cual se juega también con ciertos efectos decorativos.
Sin perder el compromiso social evolucionó hacia una nueva etapa (1969-1975) de Nueva Figuración.  Supone una profundización en los principios constitutivos de Arte Crítica, aunque ahora es el aspecto social el que predominó claramente sobre el político: la incipiente sociedad de masas y su afán consumista centraron su interés. Fue lo que Eugenio Carmona ha llamado «mitologías cotidianas» .
A partir de 1975 comienzo una nueva etapa con la serie de los Homenajes, el primero de los cuales fue el dedicado al poeta Miguel Hernández. A este le siguieron otros artistas y escritores a los que consideró sus educadores (Picasso, Machado, Juan Ramón, Neruda o los miembros de La Barraca, entre otros) y junto a ellos, personajes de la cultura popular como La Niña de los Peines, mostrando así una de las constantes de la obra y del pensamiento del pintor desde sus orígenes: su idéntica valoración de la cultura popular y de la cultura de élite. En esta serie, junto a los personajes homenajeados, Chicano introdujo elementos autobiográficos o pertenecientes a su propio imaginario personal. Variaciones entre la historia y la memoria, lo definió Roberto Sanesi. 
Con motivo de la Bienal de Venecia de 1982, Chicano se centró en el cine produciendo la serie Poética de un fotograma en la que siguió el procedimiento de los homenajes unificando, «en asociaciones de imágenes tan inesperadas como posibles», mito, historia y vida.   Quizá la diferencia entre ambas series fue que mientras en los homenajes se centró en personajes de la cultura española, en la poética el mundo de referencias está «enraizado en determinadas citas de la cultura europea contemporánea». 
Tras un paréntesis, motivado por su labor de gestión de la Fundación Casa Natal de Picasso, regresó a la pintura con una serie que realizó para la Bienal del Deporte de 1992. Son todos cuadros grandes (200x200cm.) y algunos monumentales (hasta 200x400cm.). Es el gozo de pintar de nuevo y con un estilo pop actualizado, con una visión más fresca y optimista y una paleta más clara y colorista.
Este mismo año inició una serie que se prolongó hasta 1998: la Suite Málaga. Es una revisión de los paisajes y los parajes de su juventud con la visión adulta de un pintor maduro. Lugares reconocibles, particulares pero universales que en absoluto pueden ser tildados de localistas o provincianos. Representó un nuevo giro que, principalmente, va a afectar a la temática y a la estructura formal de las composiciones y que halla en la técnica gráfica su expresión más característica.
Entre 1999-2000 en la serie Torres almenaras (diecinueve cuadros de 150x150cm) reprodujo esas edificaciones semiderruidas que recorren la costa de su provincia. Con estilo claramente pop de colores planos y perfiles muy marcados, reivindicó unas construcciones que el tiempo, la incuria y la desaforada construcción urbanística han llevado casi a su desaparición.
En el año 2001 la veta popular que nunca abandonó aflora en una colección de treinta y dos acrílicos cuyo tema es La copla en la que realizó un recorrido por algunas de las figuras más señeras de ese género musical: desde las más antiguas como  Raquel Meller o  Juanita Reina a las más actuales como  Pasión Vega o Martirio pasando por Antonio Molina, Lola Flores, Carlos Cano, etc. Este tipo de canción popular, con el flamenco, formaron parte de la experiencia vital del pintor  y al abordar el tema pictóricamente, según confesó, siento un poco de reparo por lo que el tema pueda tener de frívolo. El resultado fue el pop chicanizado que recorre su carrera. El rostro de los representados es una mancha bicolor que ocupa el fondo de la tela en ocasiones avivada por unas pinceladas de vivo rojo. En primer plano, a modo de collage, una serie de elementos, tan cotidianos como populares, con su cromatismo más acentuado nos redirigen hacia el mundo personal y social de los representados.
En el 2006 arriesgó de nuevo en una nueva serie que titula Visitación al bodegón clásico. Un homenaje a un género pictórico no excesivamente valorado, especialmente tratándose del bodegón barroco y de pintores en gran medida desconocidos. Pero homenaje también a Picasso, ya que los fondos de todas estas pinturas son picassianos. Y un guiño a la más absoluta contemporaneidad tecnológica con la inclusión de inesperados y sorprendentes iconemas cibernéticos.
Hay que llegar al 2011 para encontrar otra serie de treinta y cuatro lienzos, temáticamente e intencionalmente relacionada con los bodegones. Se trata de en esta ocasión de un tributo al arte de vanguardia: Naturalezas muertas de vanguardia y contemporáneas, cuya intención no es «la recuperación de un autor perdido, sino que el recurso es el contrario, los más conocidos y sus preferidos, desde Gaugin, a Derain, pasando por Miró, Manuel Ángeles Ortiz y, cómo no, Pablo Picasso».
A finales de 2016 presentó una serie de treinta y dos obras dedicadas todas ellas al paisaje andaluz en las que hace un recorrido visual por las ocho provincias andaluzas. Paisajes seleccionados y visitados, que aunque reinterpretados desde una perspectiva del pop dan paradójicamente una visión realista con una intención reivindicativa de la modernidad frente a la representación desfiguradora y falsa del cliché romántico con el que habitualmente se ha plasmado Andalucía.
Su última exposición en 2018, con treinta cuadros de gran formato, tuvo como tema el flamenco, arte al que fue aficionado además de entendido. Ha interpretado visualmente la letra de los cantes por seguiriyas con la novedad de que, por medio de un código QR impreso en las cartelas, se puede escuchar la copla en la que el pintor se ha inspirado. En estos lienzos Chicano se liberó de corrientes y arquetipos de vanguardia y suelta el pulso y la imaginación para plasmar la enorme sugerencia que estos cantes le inspiraron.

## Exposiciones
En el curso de su carrera artística Eugenio Chicano ha presentado más de cien exposiciones individuales y ha participado en cerca de doscientas exposiciones colectivas. A continuación se relacionan algunas pocas más significativas.
- “Young Artists”, Londres, 1966.
- En París, contemporáneamente, dos exposiciones: “Salon Grands et jeunes d’aujourd’hui” y “Realités Nouvelles” respectivamente en el Grand Palais y Parc Floral, París 1972.
- El año siguiente participa en la Exposición Itinerante “Pintura Española Contemporánea, desde Picasso a hoy”, en Varsovia y Mónaco de Baviera.
- En 1975 envía sus obras a la “Trienal Internacional de Nueva Delhi” y en el 77 y 78 a la “Cuatrienal Nacional de Arte” de Roma y “Pintura Española Contemporánea”, en la “Fundación Calouste Gulbenkian” de Lisboa.
- En 1982  representa a España en la Bienal de Venecia.
- En 1983, por invitación del Excmo. Ayuntamiento de Milán, celebra una gran exposición individual en la “Sala Viscontea” del Castello Sforzesco de la capital lombarda.
- Representa a España con una sala especial en la X Bienal Internacional del Deporte en las Bellas Artes, con motivo de la Olimpiada de Barcelona 92. Barcelona.
- En los meses de septiembre-octubre de 1996 el Museo del Grabado Español Contemporáneo, de Marbella, celebra una exposición antológica de su obra grabada.
- En mayo de 1997, organizado por la Universidad de Málaga, presenta una exposición antológica: “Pinturas 1967-1997”, en la salas del Palacio Episcopal. Esta misma antológica itinera en 1998 por Santander, Pamplona y Cádiz.
- En noviembre del 2000 realiza una exposición monográfica sobre “La Torres Almenaras de la Costa Oriental de Málaga”, Sala Italcable de la Fundación Unicaja, Málaga.
- En el transcurso del 2001, Caja Madrid, itinera por España (Barcelona, Zaragoza, Madrid, Ceuta, Santander, Málaga y Córdoba) su exposición “La Copla”.
- En 2006 expone en las Salas del Museo Municipal de Málaga la serie  “Visitación al bodegón clásico”.
- En 2010 en la Sala de Exposiciones del Ateneo de Málaga: ”Relevo generacional en los artistas del Ateneo de Málaga: Las generaciones de los años 50 y 60”.
- En 2011, también en el Ateneo de Málaga, presenta una exposición Antológica de Carteles.
- En 2013 en el Centro de Exposiciones de Benalmádena Costa: ”Obra gráfica 1969-2000”.
- El mismo año expone la serie ”Besos para una crisis” realizada conjuntamente con Factoría Pláxtica (Domi/VSáez): Posteriormente será presentada en Viena.
- En 2014, “Eugenio Chicano. Carteles 1956-2014”, en  IES Christine Picasso. Málaga.
- En 2016  Una antológica : "La evolución del cartel de Semana Santa" en el Ámbito Cultural del Corte Inglés. Málaga
- En 2016, "Paisajes andaluces" en el Museo del Patrimonio Municipal. Málaga
- En 2018, "Aguatintas por seguiriyas" en el Museo del Palacio Episcopal Ars Málaga.
- De noviembre de 2020 a mayo de 2021, "Eugenio Chicano: a Pablo Picasso dedico" en Fundación Picasso. Museo Casa Natal.
- De junio a noviembre de 2021, "Eugenio Chicano siempre" en la Sala Eugenio Chicano del Museo de Málaga (Palacio de la Aduana). Primera exposición temporal que inaugura la sala dedicada al maestro Chicano.

## Obra en Museos y Colecciones
Se pueden encontrar pinturas y grabados del autor en
- Museo Español de Arte Contemporáneo. Madrid. España
- Estampería de la Biblioteca Nacional. Madrid. España
- Künste Museum zu Leipzig. Alemania.
- Museo de Castelvecchio de Verona. Italia.
- Museo de Arte Contemporáneo. Nueva York. USA.
- Museo del Louvre. París. Francia.
- British Museum. Londres. Reino Unido.
- Museo de la UNESCO. París. Francia.
- Museo de la Universidad de Friburgo. Friburgo. Alemania.
- Instituto España de Ámsterdam. Holanda
- Museo Itinerante “Salvador Allende”. Chile.
- Museo de Bellas Artes de Bilbao. España
- Museo del Grabado Español Contemporáneo. Marbella. España.
- Otani Memorial Art Museum. Nishinomiya City. Japón.
- Fundación Pablo Ruiz Picasso. Málaga. España
- Colección Argentaria. Madrid. España
- Colección Coca-Cola. Madrid. España,.
- Museo de Málaga, Bellas Artes y Arqueológico. Málaga. España
- Museo del Patrimonio Municipal. Málaga. España
- Museo del Flamenco. Peña “Juan Breva”. Málaga. España
- Museo de Jaén. España
- Museo de Chiclana-Fundación Fernando Quiñones. Cádiz. España
- Museo Internacional de la Gráfica de Chillán. Chile.
- M.A.D. Antequera. Málaga. España.

## Premios y distinciones
- Miembro de la “Academia Tiberina”, Roma, 1975.
- Insignia de la “Unión de la Legión de Oro”, ONU, 1976.
- Miembro fundador de “Amnesty International” de Málaga, 1979.
- Representa a España en la Bienal de Venecia, 1982
- “Ambrogino d’Oro” del Excmo. Ayuntamiento de Milán, 1983.
- Medalla “Picasso” del Excmo. Ayuntamiento de Málaga, 1983.
- Insignia de Oro de la Ciudad de Vélez-Málaga, 1984.
- Insignia de Oro Excmo. Ayuntamiento de Cádiz, 1986.
- Director de la Fundación Pablo Ruiz Picasso, Ayuntamiento de Málaga, 1988-1999.
- “Axárquico de Honor”, Vélez-Málaga, 1995.
- “Medalla de Oro” Ateneo de Málaga, 2000.
- Presidente de la Asociación de Amigos del Museo de Málaga Bellas Artes y Arqueológico. Málaga, 2002.
- “Premio Andalucía”, Málaga 2007. Junta de Andalucía.
- Es nombrado “Hijo Adoptivo” de Vélez-Málaga. Ayuntamiento de Vélez-Málaga, 2007.
- Escudo de Oro de la Asociación de Artistas Plásticos de Málaga (APLAMA), Málaga, 2007.
- Medalla de Oro de la Provincia de Málaga. Excma. Diputación de Málaga, 2009.
- Académico de la European Academy of Sciences Arts and Letters. París, 2011.
- Premio a las Bellas Artes. V Edición de los Premios de la UCE. Málaga, 2011.
- Malagueño de Hoy 2011, por el diario Málaga Hoy. Málaga, 2011.
- XV Premio “El Público” a las Artes Plásticas, de Canal Sur Radio. Málaga, 2013.
- Premios Más “A la creatividad”. Cadena COPE. Málaga, 2014.
- Hijo Predilecto y Medalla de la Ciudad de Málaga, Excmo. Ayuntamiento de Málaga, 2014.
- “H de oro” del Ilustre Colegio Oficial de Farmacéuticos de Málaga. Málaga, 2015
- Miembro de la Real Academia de Bellas Artes de San Telmo, 2016.
- Premio Jábega a las Bellas Artes. Málaga, 2020.
- Placa conmemorativa a título póstumo en el Museo Casa Natal de Picasso a iniciativa del Excmo. Ayuntamiento de Málaga, como primer director que fue del mismo y de la Fundación Picasso, 18 de noviembre de 2020.
- Inauguración de la sala de exposiciones temporales del Museo de Málaga (Palacio de la Aduana), con el nombre de Sala Eugenio Chicano, 31 de mayo de 2021. Se inaugura con una primera exposición temporal de obras del maestro, así como una recreación exacta de su estudio de pintura.